# Never Fade
Never Fade – trzeci singel amerykańskiego zespołu muzycznego Alice in Chains, promujący szósty album studyjny Rainier Fog, opublikowany 24 sierpnia 2018. Kompozycja zaprezentowana została 10 sierpnia za pośrednictwem oficjalnego konta grupy w serwisach Spotify i YouTube. Autorem tekstu utworu jest William DuVall, muzykę skomponował Jerry Cantrell.

## Analiza
Warstwę liryczną do „Never Fade” wokalista i gitarzysta William DuVall napisał w trakcie sesji w Studio X w Seattle wiosną 2017. Jak przyznał na łamach miesięcznika „Metal Hammer”, napisał i nagrał utwór o trzeciej nad ranem, będąc sam w studiu. Jeden z wersów brzmi „all my friends are leaving” – słowa odnoszą się do babki wokalisty, która zmarła w wieku 105 lat, w trakcie gdy zespół odbywał sesję. Warstwa liryczna nawiązuje także do osoby Chrisa Cornella, frontmana zespołu Soundgarden, który popełnił samobójstwo na niespełna miesiąc przed rozpoczęciem procesu nagrań przez Alice in Chains.
W rozmowie z brytyjskim magazynem „Classic Rock” muzyk odniósł się do interpretacji tekstu: „«Never Fade» został napisany przeze mnie w studio. Wszyscy inni już wrócili do domu. Zostałem tam przez całą noc, po prostu się zaabsorbowałem, i zacząłem rozmyślać o wielu rzeczach. I czułem, że bycie w tym otoczeniu pomogło wyzwolić wiele z tych spraw, które musiałem ujawnić, i na które «czaiłem» się wiele czasu w niektórych sytuacjach. Właśnie straciłem babcię; wiesz Chris [Cornell]. Tak wiele się działo”.
Utwór otwiera linia basowa, której gra wysunięta jest na pierwszy plan przez cały czas trwania oraz melodyjny hardrockowy gitarowy riff. Linie wokalne DuValla w zwrotkach charakteryzują się nieco mrocznym stylem. Następnie kompozycja przechodzi w bardziej chóralny refren, który zdaniem Bretta Buchanana z portalu alternativenation.net, brzmi jak „Voices”. Utwór charakteryzuje się harmonią wokalną DuValla i Jerry’ego Cantrella.

## Wydanie
9 sierpnia zespół udostępnił na swojej stronie internetowej krótki, 15-sekundowy zwiastun utworu. Premiera „Never Fade” odbyła się dzień później za pośrednictwem mediów strumieniowych – Amazon Music, Apple Music, Deezer, Google Play, iTunes i Spotify.

## Odbiór

### Krytyczny
Brett Buchanan z portalu alternativenation.net napisał, że refren „Never Fade” nawiązuje swoim stylem do utworu „Voices” z albumu The Devil Put Dinosaurs Here z 2013, a jego popowa struktura stanowi aluzję do twórczości Sammy’ego Hagara i Van Halen. Autor w swojej ocenie zwrócił uwagę na podobieństwo stylu wokalnego DuValla do Layne’a Staleya. Według Buchanana, główne linie wokalne Jerry’ego Cantrella w refrenach są bardziej znaczące. Josiah Hughes z miesięcznika „Exclaim!” napisał, że „Never Fade” „oferuje wszystko, czego fani Alice in Chains pewnie szukają, łącząc mnóstwo mocnych gitar z jeszcze bardziej mięsistym wokalem”. Joe DiVita z magazynu on-line Loudwire przyznał, że „jest równowaga pomiędzy nastrojami «Never Fade» z umiarkowanym ukłonem w stronę charakterystycznego mroku ich klasycznych dni, ale zmywa się on z pełnym empatii przedrefrenem i uspokajającym refrenem”. Zdaniem Ryana Reeda z dwutygodnika „Rolling Stone” „Alice in Chains lgnie do bolesnych wspomnień w nowej, oczyszczającej piosence «Never Fade»”, dodając, że zespół „lamentuje nad jadowitymi power chordami”.

## Utwór na koncertach
Premiera koncertowa „Never Fade” miała miejsce podczas inauguracyjnego występu Rainier Fog Tour w Queen Elizabeth Theatre w Vancouver 22 sierpnia 2018.

## Lista utworów na singlu
digital download
| Nr | Tytuł utworu | Autorzy                         | Długość |
| -- | ------------ | ------------------------------- | ------- |
| 1. | „Never Fade” | William DuVall • Jerry Cantrell | 4:40    |

## Personel
Opracowano na podstawie materiału źródłowego:
|  | Alice in Chains - William DuVall – śpiew, gitara prowadząca - Jerry Cantrell – gitara rytmiczna, wokal wspierający - Mike Inez – gitara basowa - Sean Kinney – perkusja | Produkcja - Producent muzyczny: Nick Raskulinecz - Inżynier dźwięku: Paul Figueroa - Miksowanie: Joe Barresi w JHOC Studios, Pasadena |

## Notowania
| Lista (2018)                              | Pozycja |
| ----------------------------------------- | ------- |
| Mainstream Rock Songs (Stany Zjednoczone) | 10      |